# 樋口橘
樋口 橘（1976年3月16日—）是日本的漫畫家。京都府出生。血型A型。白泉社的漫畫雜誌「花與夢」作家一員，現於白泉社旗下網路漫畫平台「漫畫Park」連載新作。

## 概要
1996年在別冊花與夢5月號（白泉社）刊載《5月的櫻花》。代表作是有製作成電視動畫的學園愛麗絲。
2006年2月受長鴻出版之邀來台舉辦海外首次簽名會。

## 作品列表

### 單行本
- 優質美少女（原名、1999年、花與夢、白泉社）- 全1冊 。
- 非凡佳偶（原名《MとNの肖像（日语：MとNの肖像）》、2000年 - 2002年、花與夢）- 全6冊
- 學園愛麗絲（原名、2002年 - 2013、花與夢）- 全31册
- 信（原名、2014年、花與夢）- 全1巻
- 杏的magomago圖書之國（原名、2014年 - 連載中、花與夢）- 連載中
- 歌劇國愛麗絲（原名《歌劇の国のアリス》、2016年 - 2017年、花與夢）- 全3冊
- 蘑菇魔女（原名《シャンピニオンの魔女》、2019年 - 連載中、漫畫park）- 連載中

### Fan Book
- 學園愛麗絲 7.5 官方Fan Book（2005年、白泉社）
- 學園愛麗絲 25.5 官方Fan Book（2011年、白泉社）
- 學園愛麗絲 Illustration Fan Book（2007年、白泉社）
- 學園愛麗絲繪本 和熊一起AIUEO（2011年、白泉社）

## 外部連結
- 樋口 橘的X（前Twitter）